# Mộ gió
Mộ gió, còn gọi là “mộ chiêu hồn” là những ngôi mộ không chôn cất thi thể người quá cố (không có thi thể ở dưới lòng huyệt) mà chỉ là những nấm đất tượng trưng do người thân trong gia đình đắp lên, và nhờ sự giúp sức bằng hình thức phù phép, rước vong, để tưởng niệm người đã khuất khi không tìm được thi thể để an táng. Mộ gió thường là của những người chết trên biển, sông nước; chết trong rừng sâu, đầm lầy; chết giữa trận tiền… mà không tìm được thi thể.